# Gmina Liberty (hrabstwo Hancock, Iowa)

Położenie Gminy Liberty w hrabstwie Hancock

Gmina Liberty (ang. Liberty Township) – gmina w USA, w stanie Iowa, w hrabstwie Hancock. Według danych z 2000 roku gmina miała 276 mieszkańców, a jej powierzchnia wynosi 93,61 km².